# Trick of the Light/905
Trick of the Light/905 è un singolo degli Who pubblicato nel 1978.

## Tracce
Lato A
1. Trick of the Light – 3:37 (John Entwistle)

Lato B
1. 905 – 3:38 (John Entwistle)